# 27-й меридіан східної довготи
27-й меридіан східної довготи — лінія довготи, що лежить на 27 градусів східніше Гринвіцького меридіана. Вона проходить від Північного полюса через Північний Льодовитий океан, Європу, Азію, Африку, Індійський океан, Південний океан та Антарктиду до Південного полюса.
27-й меридіан східної довготи формує велике коло разом із 153-тім меридіаном західної довготи.

## Список географічних об'єктів, що перетинає 27° сх. д.
Починаючи на Північному полюсі та рухаючись до Південного полюса, 27-й меридіан східної довготи проходить через:
| Координати                                                 | Країна, територія або море       | Примітки |
| ---------------------------------------------------------- | -------------------------------- | --- |
| 90°0′ пн. ш. 27°0′ сх. д. / 90.000° пн. ш. 27.000° сх. д.  | Північний Льодовитий океан       | |
| 80°6′ пн. ш. 27°0′ сх. д. / 80.100° пн. ш. 27.000° сх. д.  | Норвегія                         | Шпіцберген — проходить через острів Північно-Східна Земля                                                             |
| 79°52′ пн. ш. 27°0′ сх. д. / 79.867° пн. ш. 27.000° сх. д. | Баренцове море                   | |
| 78°42′ пн. ш. 27°0′ сх. д. / 78.700° пн. ш. 27.000° сх. д. | Норвегія                         | Шпіцберген — проходить через острів Свенскьойя                                                                        |
| 78°41′ пн. ш. 27°0′ сх. д. / 78.683° пн. ш. 27.000° сх. д. | Баренцове море                   | |
| 70°36′ пн. ш. 27°0′ сх. д. / 70.600° пн. ш. 27.000° сх. д. | Норвегія                         | |
| 69°55′ пн. ш. 27°0′ сх. д. / 69.917° пн. ш. 27.000° сх. д. | Фінляндія                        | |
| 60°25′ пн. ш. 27°0′ сх. д. / 60.417° пн. ш. 27.000° сх. д. | Балтійське море                  | Фінська затока |
| 60°4′ пн. ш. 27°0′ сх. д. / 60.067° пн. ш. 27.000° сх. д.  | Росія                            | Ленінградська область — проходить через острів Гогланд                                                                |
| 60°1′ пн. ш. 27°0′ сх. д. / 60.017° пн. ш. 27.000° сх. д.  | Балтійське море                  | Фінська затока |
| 59°26′ пн. ш. 27°0′ сх. д. / 59.433° пн. ш. 27.000° сх. д. | Естонія                          | Проходить через Чудське озеро                                                                                         |
| 57°37′ пн. ш. 27°0′ сх. д. / 57.617° пн. ш. 27.000° сх. д. | Латвія                           | |
| 55°49′ пн. ш. 27°0′ сх. д. / 55.817° пн. ш. 27.000° сх. д. | Білорусь                         | |
| 51°47′ пн. ш. 27°0′ сх. д. / 51.783° пн. ш. 27.000° сх. д. | Україна                          | Рівненська область — проходить західніше Вараш Хмельницька область — проходить через Хмельницький Чернівецька область |
| 48°22′ пн. ш. 27°0′ сх. д. / 48.367° пн. ш. 27.000° сх. д. | Молдова                          | |
| 48°8′ пн. ш. 27°0′ сх. д. / 48.133° пн. ш. 27.000° сх. д.  | Румунія                          | |
| 44°8′ пн. ш. 27°0′ сх. д. / 44.133° пн. ш. 27.000° сх. д.  | Болгарія                         | |
| 42°2′ пн. ш. 27°0′ сх. д. / 42.033° пн. ш. 27.000° сх. д.  | Туреччина                        | Східна Фракія |
| 40°34′ пн. ш. 27°0′ сх. д. / 40.567° пн. ш. 27.000° сх. д. | Мармурове море                   | |
| 40°23′ пн. ш. 27°0′ сх. д. / 40.383° пн. ш. 27.000° сх. д. | Туреччина                        | |
| 38°4′ пн. ш. 27°0′ сх. д. / 38.067° пн. ш. 27.000° сх. д.  | Егейське море                    | |
| 37°47′ пн. ш. 27°0′ сх. д. / 37.783° пн. ш. 27.000° сх. д. | Греція                           | Проходить через острів Самос                                                                                          |
| 37°42′ пн. ш. 27°0′ сх. д. / 37.700° пн. ш. 27.000° сх. д. | Егейське море                    | |
| 37°28′ пн. ш. 27°0′ сх. д. / 37.467° пн. ш. 27.000° сх. д. | Греція                           | Проходить через острів Агатонісі                                                                                      |
| 37°27′ пн. ш. 27°0′ сх. д. / 37.450° пн. ш. 27.000° сх. д. | Егейське море                    | |
| 37°1′ пн. ш. 27°0′ сх. д. / 37.017° пн. ш. 27.000° сх. д.  | Греція                           | Проходить через острів Калімнос                                                                                       |
| 36°57′ пн. ш. 27°0′ сх. д. / 36.950° пн. ш. 27.000° сх. д. | Егейське море                    | |
| 36°47′ пн. ш. 27°0′ сх. д. / 36.783° пн. ш. 27.000° сх. д. | Греція                           | Проходить через острів Кос                                                                                            |
| 36°45′ пн. ш. 27°0′ сх. д. / 36.750° пн. ш. 27.000° сх. д. | Егейське море                    | |
| 35°26′ пн. ш. 27°0′ сх. д. / 35.433° пн. ш. 27.000° сх. д. | Греція                           | Проходить через острів Касос                                                                                          |
| 35°24′ пн. ш. 27°0′ сх. д. / 35.400° пн. ш. 27.000° сх. д. | Середземне море                  | |
| 31°26′ пн. ш. 27°0′ сх. д. / 31.433° пн. ш. 27.000° сх. д. | Єгипет                           | |
| 22°0′ пн. ш. 27°0′ сх. д. / 22.000° пн. ш. 27.000° сх. д.  | Судан                            | |
| 9°35′ пн. ш. 27°0′ сх. д. / 9.583° пн. ш. 27.000° сх. д.   | Південний Судан                  | |
| 5°51′ пн. ш. 27°0′ сх. д. / 5.850° пн. ш. 27.000° сх. д.   | Центральноафриканська Республіка | |
| 5°10′ пн. ш. 27°0′ сх. д. / 5.167° пн. ш. 27.000° сх. д.   | ДР Конго                         | |
| 11°51′ пд. ш. 27°0′ сх. д. / 11.850° пд. ш. 27.000° сх. д. | Замбія                           | |
| 17°57′ пд. ш. 27°0′ сх. д. / 17.950° пд. ш. 27.000° сх. д. | Зімбабве                         | |
| 20°1′ пд. ш. 27°0′ сх. д. / 20.017° пд. ш. 27.000° сх. д.  | Ботсвана                         | |
| 23°41′ пд. ш. 27°0′ сх. д. / 23.683° пд. ш. 27.000° сх. д. | ПАР                              | Лімпопо Північно-Західна провінція Фрі-Стейт Східнокапська провінція                                                  |
| 33°35′ пд. ш. 27°0′ сх. д. / 33.583° пд. ш. 27.000° сх. д. | Індійський океан                 | |
| 60°0′ пд. ш. 27°0′ сх. д. / 60.000° пд. ш. 27.000° сх. д.  | Південний океан                  | |
| 69°58′ пд. ш. 27°0′ сх. д. / 69.967° пд. ш. 27.000° сх. д. | Антарктида                       | Проходить через Землю Королеви Мод (претендує Норвегія)                                                               |